# Parafia Zwiastowania Najświętszej Maryi Panny i św. Barbary w Pleckiej Dąbrowie
Parafia Zwiastowania Najświętszej Maryi Panny i świętej Barbary w Pleckiej Dąbrowie – parafia rzymskokatolicka, znajdująca się w diecezji łowickiej, w dekanacie Żychlin. 